# The Ant and the Aardvark
The Ant and the Aardvark (letteralmente La formica e l'oritteropo) è una serie di 17 cortometraggi animati prodotta dalla DePatie-Freleng Enterprises e distribuita cinematograficamente dalla United Artists tra il 5 marzo 1969 e il 16 giugno 1971.

## Trama
Il cartone animato segue i tentativi fallimentari di un oritteropo blu di catturare e mangiare una formica rossa di nome Charlie, che puntualmente riesce a sfuggire alle sue grinfie e a superarlo in astuzia ogni volta.

## Produzione
Nella versione originale, entrambi i personaggi sono doppiati da John Byner, imitando rispettivamente le voci di Jackie Mason e di Dean Martin.
La serie è stata originariamente distribuita cinematograficamente dalla United Artists. I 17 cortometraggi sono successivamente entrati a far parte di vari contenitori televisivi, di solito al fianco ad altri personaggi prodotti dalla DePatie-Freleng Enterprises, come La Pantera Rosa e L'ispettore. Il cartone animato è diventato particolarmente popolare nel 1970, quando è entrato a far parte della seconda stagione della serie della NBC The Pink Panther Show, per l'occasione rinominata The Pink Panther Meets the Ant and the Aardvark. Nonostante il successo, nessun nuovo episodio è stato prodotto.
Vengono nuovamente riutilizzati ne La Pantera Rosa & Co,  in cui appaiono in una puntata in mezzo agli episodi della Pantera Rosa,  dove si fanno semplicemente chiamare Formica e Oritteropo, in relazione alla specie d'appartenenza; qui la formica è snella e più giovanile di aspetto, mentre l'oritteropo è molto più magro e con proboscide più allungata.

### Stile
La serie utilizza diverse tecniche di lavorazione tipiche del periodo. In particolare i colori dei due protagonisti (blu e rosso) sono uniformi, senza sfumature tra corpo e vestiti. Come tali, i colori solidi dei personaggi permettevano loro di distinguersi chiaramente e spiccare rispetto agli sfondi multicolori, creando un effetto visivo alquanto peculiare e caratteristico.